# Kückebusch
Kückebusch, niedersorbisch Groźc, war ein Dorf in der Niederlausitz auf dem Gebiet der Stadt Lübbenau/Spreewald im Landkreis Oberspreewald-Lausitz. Der Ort wurde 1964 zugunsten des Braunkohletagebaus Seese-West devastiert, die 282 Einwohner des Dorfes mussten umgesiedelt werden.

## Lage
Der Ort Kückebusch lag in der Niederlausitz an der Grenze zum Spreewald zwischen den Städten Calau im Süden und Lübbenau/Spreewald im Norden. Umliegende Ortschaften waren Redlitz im Norden, Groß Lübbenau im Osten, Bischdorf im Südosten, die beiden ebenfalls devastierten Dörfer Seese im Süden und Vorberg im Südwesten sowie Kittlitz im Nordwesten. Das Ortsgebiet wurde 1964 zur Braunkohlegewinnung in der Lausitz zugunsten des Braunkohletagebaus Seese-West abgebrochen.

## Geschichte
Kückebusch wurde im Jahr 1527 erstmals urkundlich erwähnt.
Nach dem Wiener Kongress kam die Niederlausitz und somit auch das Dorf Kückebusch an das Königreich Preußen. Dort lag der Ort zunächst im Landkreis Calau und nach dessen Umbenennung für drei Tage im Landkreis Senftenberg. Danach lag Kückebusch vom 1. Juli 1950 bis zum 24. Juli 1952 im Landkreis Lübben (Spreewald). Am 25. Juli 1952 wurde Kückebusch dem neu gegründeten Kreis Calau im Bezirk Cottbus zugeordnet. Am 1. Oktober 1964 wurde die Ortsflur von Kückebusch nach Kittlitz eingemeindet, Kittlitz ist heute ein Teil der Stadt Lübbenau/Spreewald. Der Ort Vorberg wurde am 1. Januar 1957 nach Kückebusch eingemeindet.
Im Jahr 1964 wurde Kückebusch zugunsten des Braunkohletagebaus Seese-West komplett abgebaggert. Die verbliebenen Einwohner wurden umgesiedelt. Nahe dem ehemaligen Ortsgebiet erinnert heute ein Gedenkstein an den Ort. Zudem treffen sich ehemalige Bewohner des Dorfes in regelmäßigen Abständen.

### Bevölkerungsentwicklung
| 1875 | 141 | 1890 | 140 | 1910 | 146 |
| 1925 | 130 | 1933 | 129 | 1939 | 127 |
| 1946 | 209 | 1950 | 203 |      |     |

## Nachweise
1. ↑  Auf einmal war das ganze Dorf verschwunden. In: lr-online.de. Lausitzer Rundschau, 18. Juli 2015, abgerufen am 1. Mai 2017.
2. ↑  Tabelle der verschwundenen Orte bis 1993. In: umsiedler-schleife.de. Archiviert vom Original (nicht mehr online verfügbar) am 3. April 2017; abgerufen am 1. Mai 2017.  Info: Der Archivlink wurde automatisch eingesetzt und noch nicht geprüft. Bitte prüfe Original- und Archivlink gemäß Anleitung und entferne dann diesen Hinweis.
3. ↑  Kückebusch in der Datenbank des Vereins für Computergenealogie. Abgerufen am 1. Mai 2017.
4. ↑  Kückebusch/Groźc in der Datenbank des Archivs Verschwundener Orte. In: archiv-verschwundene-orte.de. Abgerufen am 1. Mai 2017.
5. ↑  Erinnerungsorte: Gedenkstein für Vorberg und Kückebusch. In: archiv-verschwundene-orte.de. Abgerufen am 1. Mai 2017.
6. ↑  Historisches Gemeindeverzeichnis des Landes Brandenburg 1875 bis 2005. (PDF; 331 kB) Landkreis Oberspreewald-Lausitz. Landesbetrieb für Datenverarbeitung und Statistik Land Brandenburg, Dezember 2006, abgerufen am 1. Mai 2017.